# Here Waits Thy Doom
Here Waits Thy Doom è il quarto album in studio del gruppo heavy metal canadese 3 Inches of Blood, pubblicato nel 2009.

## Tracce
1. Battles and Brotherhood – 4:46
2. Rock In Hell – 4:56
3. Silent Killer – 4:12
4. Fierce Defender – 5:15
5. Preacher's Daughter – 6:47
6. Call of the Hammer – 2:58
7. Snake Fighter – 3:18
8. At the Foot of the Great Glacier – 3:17
9. All of them Witches – 6:42
10. 12:34 – 1:45
11. Execution Tank – 7:33

## Formazione
- Cam Pipes - voce
- Justin Hagberg - voce, chitarre, basso, organo, piano
- Shane Clark - chitarre, basso, voce
- Ash Pearson - batteria